# Georg Augustin Holler
Georg Augustin Holler (getauft am 18. Juni 1744 in Sperlhammer, Oberpfalz; gestorben am 13. Februar 1814 in München) war ein deutscher Komponist und Stadtmusiker in München.

## Leben
Georg August(in) Holler war ein gebürtiger Nordoberpfälzer aus Sperlhammer (siehe Luhe-Wildenau), damals „Machinhammer“. Er wurde am 18. Juni 1744 in Rothenstadt bei Weiden in der Oberpfalz getauft.
Um das Jahr 1750 verließ die Familie Holler den Sperlhammer und findet sich dann wieder beim Eisenhammer Zangenstein, Pfarrei Altendorf an der Schwarzach. Dort wurde auch der Bruder Johann Georg geboren, der später als Benediktinerpater und Klosterkomponist Aegidius Holler im Kloster Attel am Inn bekannt wurde.
Georg August Holler war in Freising einer der zehn Kapellknaben der fürstbischöflichen Hofmusik unter Kapellmeister Placidus von Camerloher. Nach der Mutation wurde ihm bescheinigt, dass er sich „jederzeit in der Music“ gebrauchen lasse. Er besuchte das Freisinger Gymnasium. Dort schrieb er 1763 als „Augustin Holler, Palatinatus“ die Musik zu einer lateinischen Schulaufführung und im gleichen Jahr als „Rhetores Studiosus“ (Schüler der letzten Gymnasialklasse) eine weitere zu einem Applausus für den Rektor P. Coelestin Oberdorffer. Nach der Wiederholung der ersten Lyceumsklasse (Logik) verließ er Freising 1766.
1769 ist er wieder urkundlich zu erfassen: In München heiratete er als „civis et musicus“ am 26. Juni in der Frauenkirche die Müllerstochter Maria Anna Übelhör aus Wessobrunn. 1773 bewarb er sich um eine Stelle als Stadtmusiker und wurde am 4. Juni 1773 Nachfolger des Stadtmusikers Franz Albert. Die Münchener Stadtmusikanten (Stadtpfeifer), eine traditionsreiche Zunft, zeichneten für das öffentliche Musikleben verantwortlich. Sie waren in sechs Kompanien eingeteilt und jeweils bestimmten Stadtvierteln zugewiesen. Anlässe zum Musizieren gab es viele: Turmblasen, Hochzeiten, Begräbnisse, Jubiläen, Konzerte bei Tag und auch bei Nacht auf den Plätzen der Stadt, Serenaden, Tanzmusik in den Wirtshäusern. Auch in den Münchner Kirchen waren sie zum Teil für die Kirchenmusik zuständig, wobei sie auch Eigenkompositionen aufführten.
Eventuell könnte Holler einer jener fünf Stadtmusikanten gewesen sein, die Wolfgang Amadeus Mozart Anfang Oktober 1777 im Münchner Gasthof „Zum schwarzen Adler“ in der Kaufingerstraße mit einer „Musique von 5 personen, 2 clarinete, 2 Corni, und 1 fagotto“ gehört hat. In einem Brief an seinen Vater Leopold nach Salzburg schrieb er anerkennend: „Sie spiellten gar nicht übel zusammen“.
1778 komponierte Holler seine achtsätzige Serennata  in C erhalten als autographe Partitur in der Pierpont Morgan Library in New York City. Es ist eine Serenade mit außerordentlich großer Besetzung (jeweils zwei Flöten, Oboen, Klarinetten, Bassetthörner, Fagotte, vier Hörner, zwei Trompeten und Streichorchester mit zwei Violinen, Viola, Violoncello und Violone), die eigentlich nur ein großes Hoforchester zu realisieren imstande ist. Da die Partitur Einträge eines Münchner Hofmusikkopisten aufweist, ist anzunehmen, dass das Werk für den kurfürstlichen Hof bestimmt war.
Von 1780 bis 1798 war Holler an der Herzoglich Marianischen Landesakademie und ab 1789 an der Militär-Akademie (Bayerisches Kadettenkorps) als „Lehrmeister in der Musik“ oder „Exercitienmeister in der Musik“ (aufgeführt in „Hof- und Staatskalender“ unter „Churfl. Militär-Akademie“ für die Jahre 1795 bis 1797) tätig. Ab 1795 war gleichzeitig Wilhelm Legrand tätig, der im Jahre 1798 auch Hollers Stelle mit übernahm. Bis 1811 als Stadtmusikus belegt, starb Holler fast völlig blind am 13. Februar 1814 in München. Das Totenbuch der Frauenkirche nennt ihn „Stadtmusicus“. In der „Geschichte des königlich bayerischen Cadetten-Corps“ wird er als „Stadtmusikmeister“ bezeichnet.
Der Komponist schrieb in einer schlichten und volksnahen Art zahlreiche weltliche und geistliche Werke. Der Sammlertätigkeit des als Müllner-Peter bekannten Peter Hueber (1766–1843) ist es zu danken, dass viele Kompositionen Hollers erhalten blieben. Seine Sakralwerke waren über Oberbayern hinaus sehr verbreitet.
Der Hauptanteil der Werke Georg August Hollers (Messen, Vespern, Litaneien, Offertorien etc., Sinfonien, Serenaden, Parthien und kleinere Instrumentalwerke) befindet sich in der Musikabteilung der Bayerischen Staatsbibliothek München.

## Kirchenmusikwerke
- Messe – Holler, Georg Augustin / Hueber, Peter: Masses, V (4), Coro, org, KauH 56, C-Dur - BSB Mus.ms. 7364, [dust cover:] Nro: 13 // Der heilige Gesang zum // Gottesdienste in der römisch- // katholischen Kirche // à // Canto Alto // Tenor Basso // con Organo ; urn:nbn:de:bvb:12-bsb00088389-4